# Museum voor natuurgeschiedenis en Vivarium

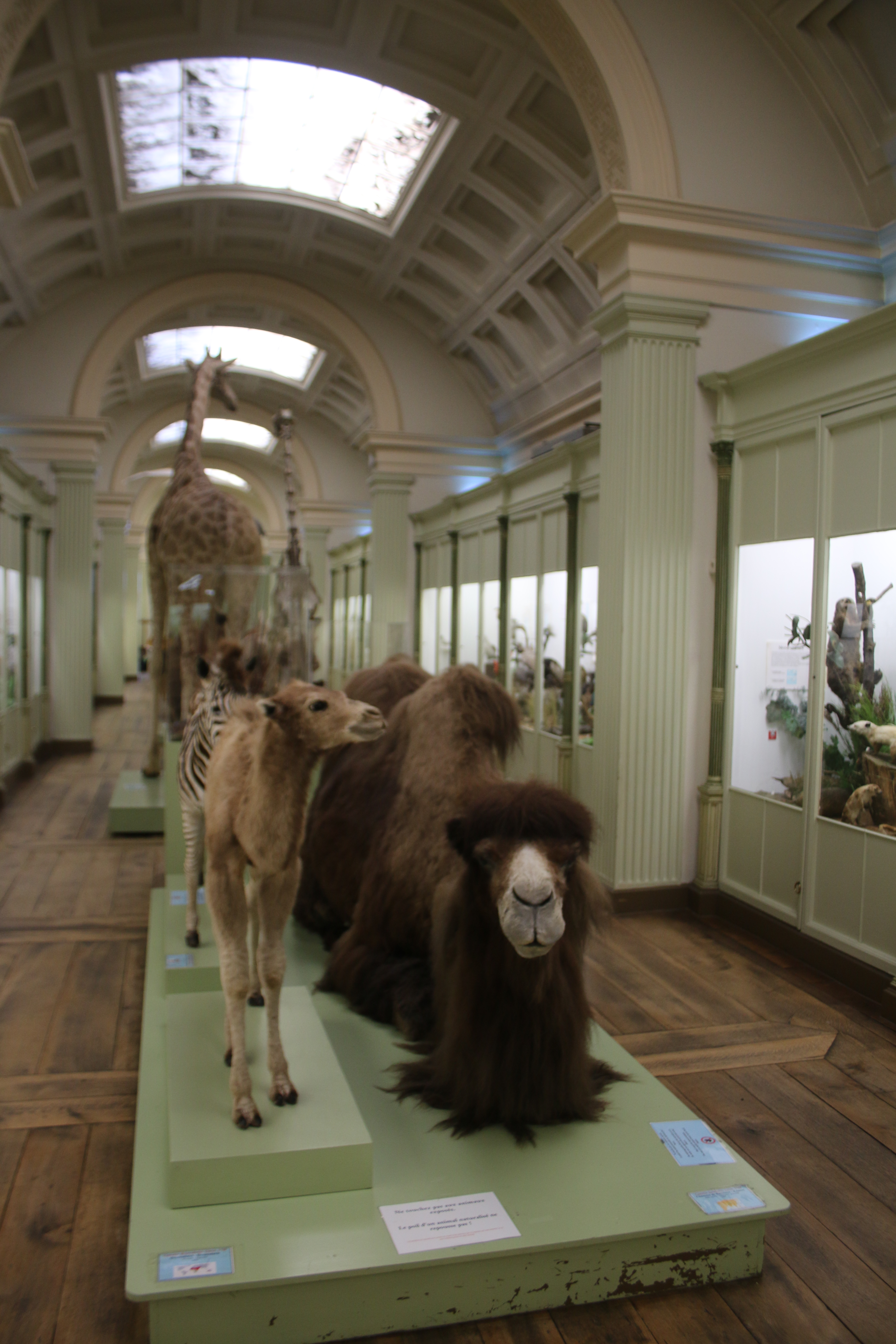

Het Museum voor natuurgeschiedenis met het Vivarium (Frans:Musée d'histoire naturelle/ Vivarium) is een museum in de Belgische stad Doornik. Het museum werd opgericht in 1829 onder het Verenigd Koninkrijk der Nederlanden. Het werd in 1839 ondergebracht in de huidige locatie, een galerij naar een ontwerp van Bruno Renard. Het museum toont verschillende opgezette dieren (waaronder de eerste olifant die aankwam in België in 1839). In het bijbehorende Vivarium leven amfibieën, vissen, reptielen en vogelspinnen in een nagebootste habitat. Het Vivarium beheert ook het EEP-stamboek van de Jamaicaanse boa.

## Afbeeldingen

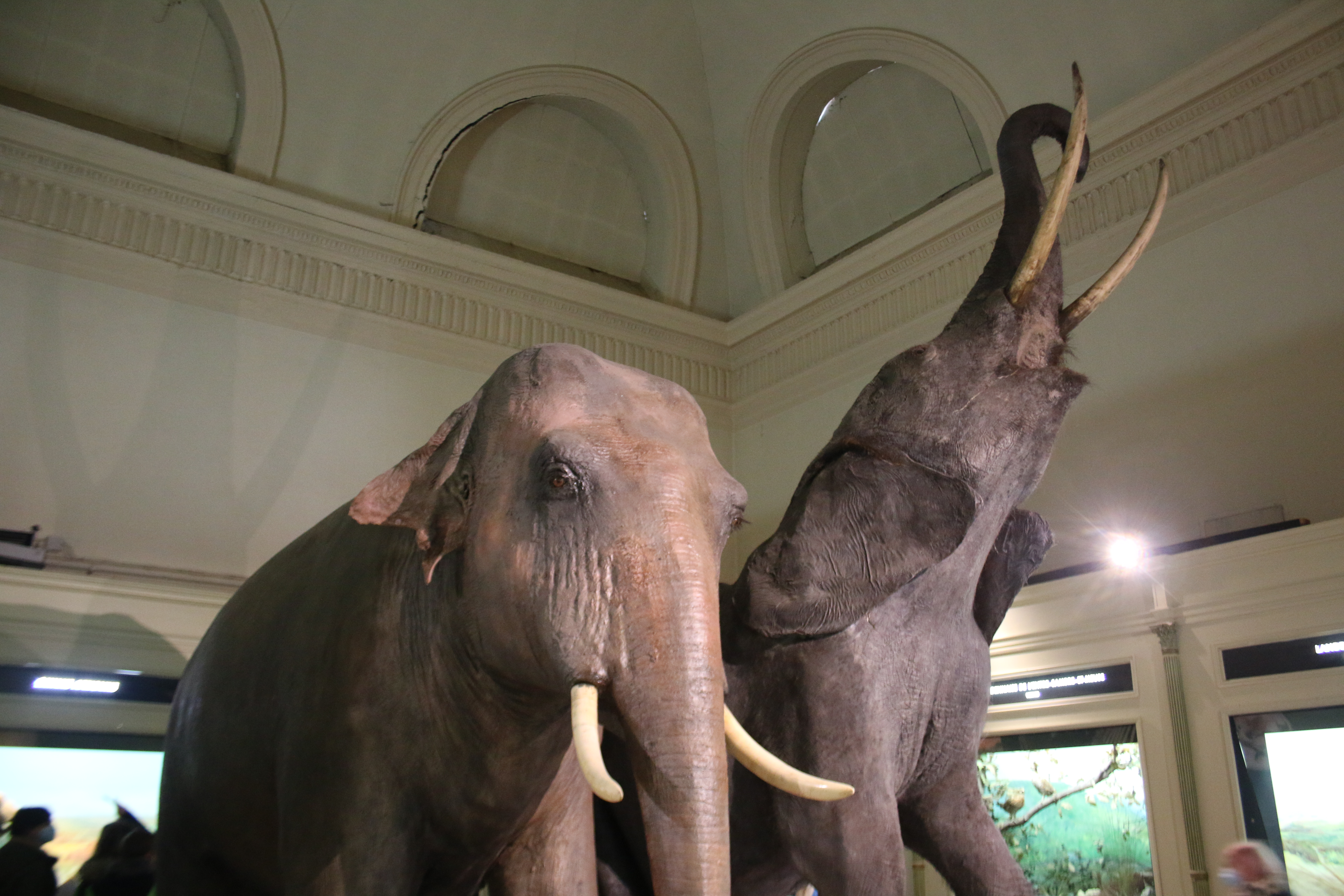
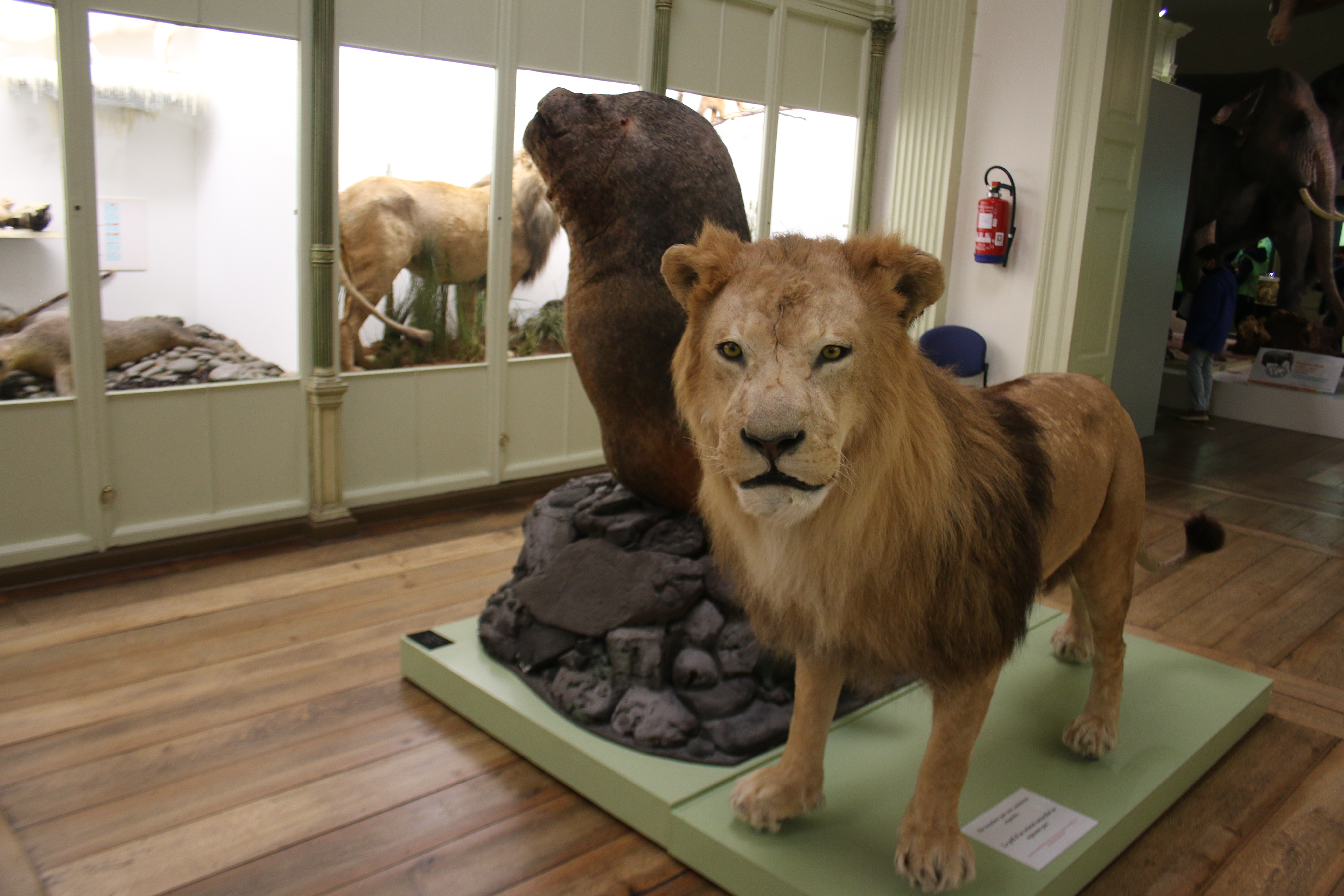